# Befästningsordlista
Ordlista för befästningskonst
- Alra, anordning för dolt avbrott i en förbindelsegång, trappa eller liknande
- Apparell, uppfart från vallgatan till vallgången
- Barbett,  även surtout, öppen plattform med bröstvärn för artilleripjäs
- Bastion
- Batardeau, hålldamm för att hindra vattnets inträngande till en lägre belägen plats
- Berm, utsparad kant mellan vall och grav för att fördela jordtrycket
- Blindering, täckt eldställning eller skyddsrum varifrån eldgivning kan ske
- Blockhus
- Bonett, huvudskydd uppfört på en vall för skyttar, se bröstvärn
- Brisur, kort förbindelselinje mellan kurtin och den indragna flanken i en bastion
- Bröstvärn
- Carré, anläggning med fyrkantig, vanligen kvadratisk utstakning
- Cavalier, kavaljer, högverk eller katt, förhöjning för högre eldställning för artilleri till exempel på själva huvudvallen, på en bastion eller motsvarande
- Cordon, murlist
- Dansker eller danzker, avträde i en medeltida fästning
- Donjon, försvars- och bostadstorn eller skyddad logementsbyggnad
- Eskarp, vägg på insidan av vallgrav, den första delen av vallen utifrån sett.
- Fältvall, även glacis, gräsbevuxen sluttning som är en del av utanverken framför själva vallen eller vallgraven.
- Förhuggningar är brötar av fällda träd med kronan riktad mot fienden.
- Glacis, se Fältvall
- Halvbastion
- Hornverk
- Kaponjär
- Kasematt, skyddat utrymme för artilleripjäs
- Kavaljer, samma som högverk eller katt
- Kontereskarp, vägg på motstående sida av vallgrav jämfört med eskarpen
- Kontregard skyddar till exempel en bastionsfas
- Kronverk
- Kurtin
- Kynett
- Lynett eller lunett, ett kraftigare öppet utanverk med tillbakaböjda faser.
- Orillon, inbuktning vid övergången mellan bastion och kurtin
- Parapet, bröstvärn på exempelvis en mur, balkong, bro, kaj eller liknande
- Ravelin, utanverk i vallgraven mellan bastionerna
- Redutt, friliggande slutet verk
- Surtout, se barbett
- Tenalj
- Tvärvall, även travers, tvärgående försvarsvall
- Vallgrav

## Befästning
Bild av en fingerad befästning med bastionssystem och utanverk.
|  |  | - (01) Flank - (02) Kurtin - (03) - (04) Fas, Face (på bastion) - (05) Försvarslinjer - (06) - (07) Glacis - (08) Betäckt väg - (09) Kontereskarp - (10) Vallgrav - (11) Cunette, Kynett - (12) Eskarp - (13) Berm - (14) Yttre mur - (15) Plongeé - (16) Banquette och Vallgång - (17) Inre mur - (18) - (19) Glacis | - (20) Tenaille (som utanverk) - (21) Demi-lune, Halvmåne - (22) Hornverk - (23) Fästningsgrav - (24) Bastion (med indragna bastionsflanker, Orilloner) - (25) Ravelin - (26) Bastion (med raka flanker) - (27) Dubbel Tenaille - (28) Skjutplats - (29) Betäckt väg - (30) Kontregard - (31) Kurtin - (32) Tenaille (som skydd framför kurtin) - (33) Bonnet de prêtre, Påvemössa - (34) Kronverk - (35) Revetement - (36) Citadell - (37) Fausse-Braie, Förvall |